# سوزان ويلسون
سوزان ويلسون (بالإنجليزية: Susan Wilson)‏ (18 أكتوبر 1951، بروفيدنس في الولايات المتحدة)؛ كاتِبة وروائية أمريكية.